# 辰巳の森海浜公園

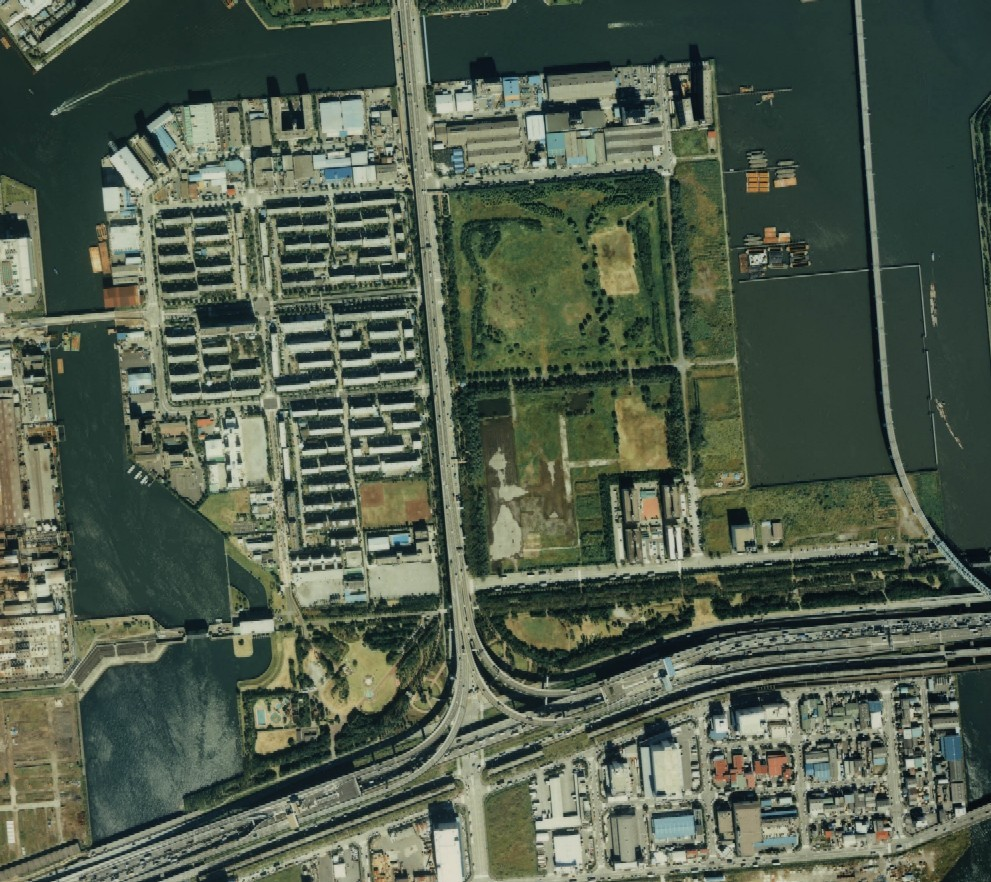
航空写真に見る江東区辰巳付近の様子。1989年度撮影。辰巳の森海浜公園は写真中央右側付近の芝生の広場などが見える四角形の緑地である。道路（三ツ目通り）を挟んで反対側のマンション群は都営辰巳団地。

辰巳の森海浜公園（たつみのもりかいひんこうえん）は、東京都江東区辰巳に所在する海上公園である。曙運河に面し東京都港湾局が管理する。園内は遊具、スポーツ施設、芝生の広場などがあり周辺住民の憩いの場となっている。特にディスクゴルフやフリーテニスなど従来のスポーツをより気軽に楽しめるニュースポーツができる施設があるのが特徴である。

## 歴史
- 1993年6月1日 - 開園

## 主な施設
- 多目的広場
- 遊具
- バーベキュー広場
- 少年広場
- ラグビー練習場
- たつみの森ドッグラン
- 東京アクアティクスセンター
- 東京辰巳アイスアリーナ（東京辰巳国際水泳場を改修したスケートリンク）

## 近隣施設
- 辰巳の森緑道公園（隣接）

## アクセスなど
- 東京メトロ有楽町線・辰巳駅より徒歩7分
- JR京葉線潮見駅・新木場駅より各徒歩15分
- 開園時間：常時開園。
- 料金：入園は無料。ラグビー練習場の利用は有料。他に少年広場、バーベキュー広場の利用は予約などが必要なので、詳細は公園事務所に問い合わせのこと。